# Palicourea calophylla
Palicourea calophylla är en måreväxtart som beskrevs av Dc.. Palicourea calophylla ingår i släktet Palicourea och familjen måreväxter. Inga underarter finns listade i Catalogue of Life.